# Movimiento por la lengua clásica meitei
El movimiento por la lengua clásica meitei (oficialmente conocida como lengua manipuri) para conseguir el estatus oficialmente reconocido de "lengua clásica de la India" es defendido por diversas asociaciones y organizaciones literarias, políticas y sociales, así como por notables personalidades individuales de Bangladés, Myanmar, noreste de la India (destacando Assam, Manipur y Tripura).
Chungkham Yashawanta, profesor del Departamento de Lingüística de la Universidad de Manipur, opina que el propio movimiento social no es una tarea fácil, que no tiene cabida en la agitación, y que es un trabajo puramente académico, que necesita de lingüistass, historiadoress, arqueólogoss, antropólogoss y literatos.
Sin embargo, el Dr. Moirangthem Nara, antiguo Ministro del Gabinete de Arte y Cultura y Sericultura del Gobierno de Manipur y miembro de la Asamblea Legislativa de Manipur, opina que no se pueden satisfacer las demandas en India y Manipur sin ninguna agitación y, por lo tanto, se requieren agitaciones para que la demanda de la lengua meitei sea mejorada al estatus de "lengua clásica".